# Diana Page

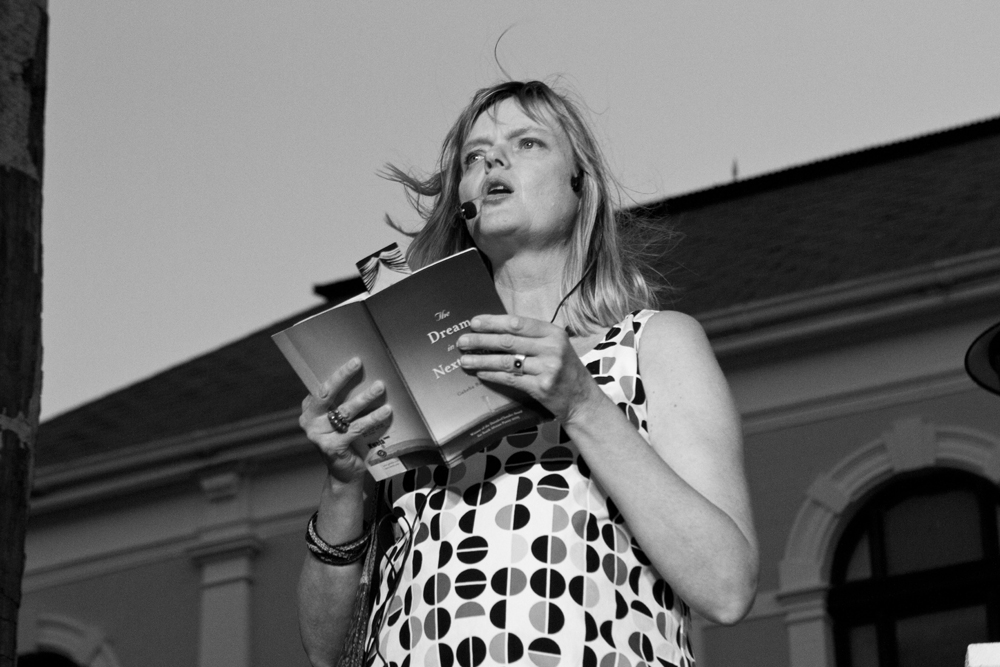
Diana Page (2012)

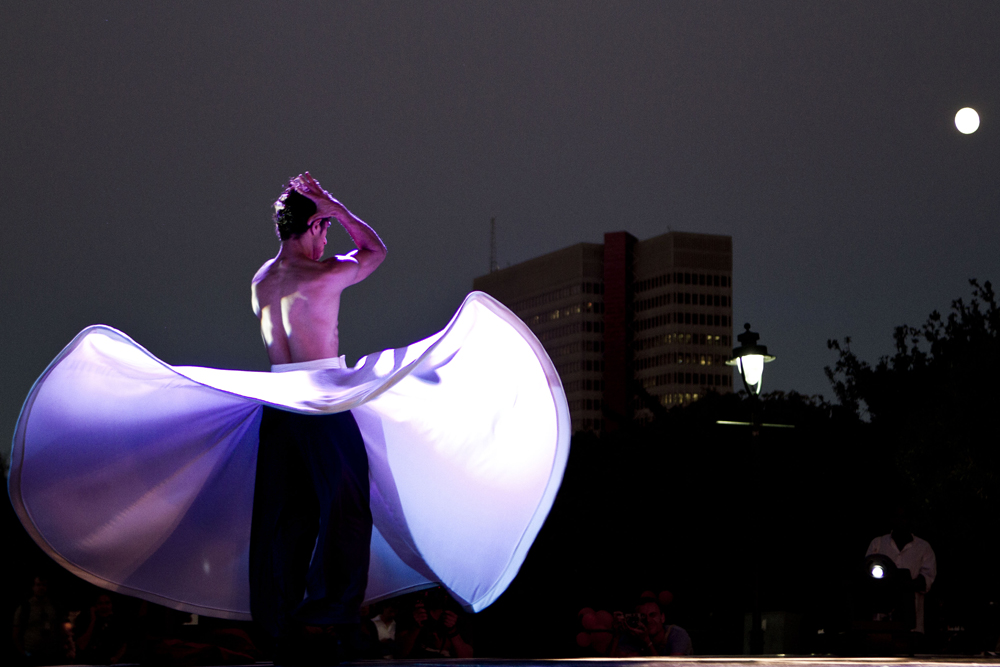
Infecting The City 2012, EkSe

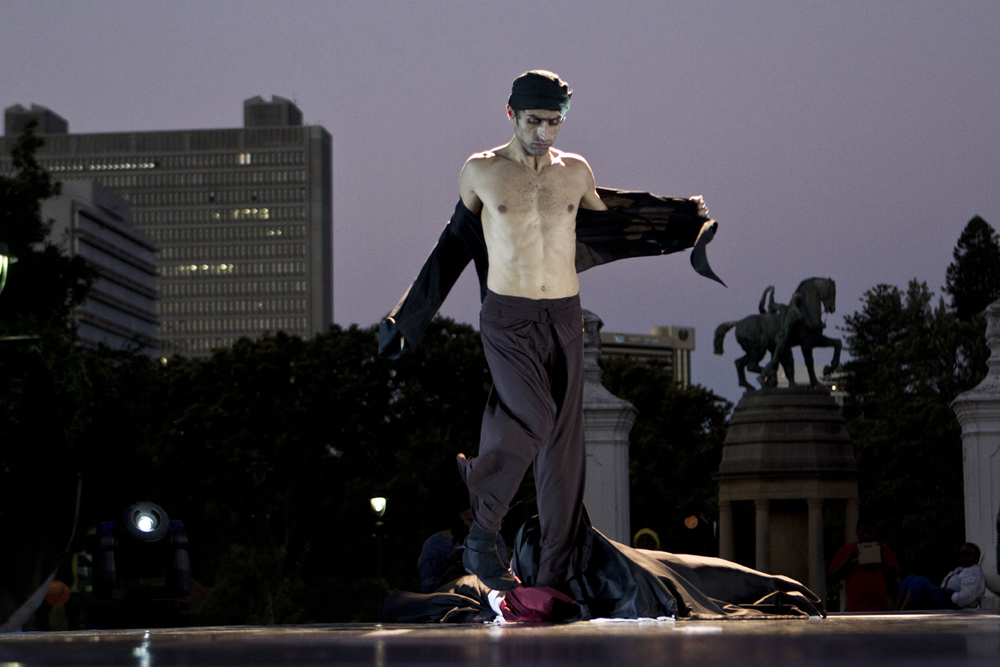
Infecting The City 2012, EkSe

Diana Page (sinh năm 1965) là một họa sĩ, nghệ sĩ trình diễn và sắp đặt người Nam Phi nhưng hiện đang cư trú tại Istanbul, Thổ Nhĩ Kỳ. Khám phá những trải nghiệm du hành qua lại giữa hai ngôi nhà này, tác phẩm nghệ thuật của Trang liên quan đến những ý tưởng về toàn cầu hóa và lối sống du mục. Thông qua các phương thức vẽ, biểu diễn, cài đặt và video, Diana Page điều tra các môi trường đô thị mà cô sinh sống như một khung cảnh tình cảm cũng như thể chất.

## Sự nghiệp

### Giáo dục
Diana Page có bằng Cử nhân danh dự của Đại học Natal, 1986, HDE từ Đại học Cape Town, 1987 và bằng Thạc sĩ Mỹ thuật tại Đại học Rhodes, 1992.

### Triển lãm
Lây nhiễm, Liên hoan nghệ thuật công cộng thành phố, Cape Town năm 2012
Chất lỏng của nó: Thành phố lỏng và Bản sắc vô hình 2012, Venice
Giữa màu sắc và đường kẻ, Trang Diana & Joicy Koothur 2012, Ouvroir binhrt, Istanbul
Diana Page & Justin Ecère Ouvroir dArt, Beyoglu, Istanbul
Tàu và giấc mơ, Phòng trưng bày nghệ thuật Arnavutkoy, Istanbul, 2010
Sản xuất một tác phẩm biểu diễn "Pitch Blue" trong Redhook, Brooklyn (Phòng trưng bày), 2008
Cài đặt âm thanh, "Kadinin Sesleri", Galata, Istanbul, 2007
360Istanbul, Beyoglu, Istanbul, 2007
Các thành phố không xác định, Quảng trường Hội trưởng, Woodstock, Cape Town, 2006
Irma Stern, Diana Trang & Jane Young 2005
Hiệp hội nghệ thuật thị giác, Cape Town, 2003
Phòng trưng bày Karen McKerron, Johannesburg, 2001
Cảm nhận không gian, Chelsea Gallery Cape Town 1996
Khách hành hương, Chelsea Gallery Cape Town 1995
Về nhà, Triển lãm thị trường tại nhà năm 1993
Về nhà, Liên hoan nghệ thuật Grahamstown 1992